# 碧津公园
碧津公园是一位位于重庆渝北区两路街道的城市公园，是该区最大的公园之一。

## 历史
公园创建于1987年，占地面积14公顷，附近有重庆巴渝民俗博物馆。该园塑有中共党员王朴烈士像。